# منشأة المغالقة
قرية منشأة المغالقة  هي إحدى القرى التابعة لمركز ملوى بمحافظة المنيا في جمهورية مصر العربية. حسب إحصاءات سنة 2006، بلغ إجمالي السكان في منشأة المغالقة 13476 نسمة، منهم 6572 رجلا و6904 امرأة.